# 第一舍夫琴科韋 (丘胡伊夫區)
50°6′57″N 36°56′37″E / 50.11583°N 36.94361°E
第一舍夫琴科韋（烏克蘭語：Шевченкове Перше）是位於烏克蘭東部的村莊，由哈爾科夫州丘胡伊夫区的沃夫昌斯克市鎮負責管轄。該村始建於1650年，面積1.9平方公里，海拔高度145米，2001年人口319。